# José María Avilés

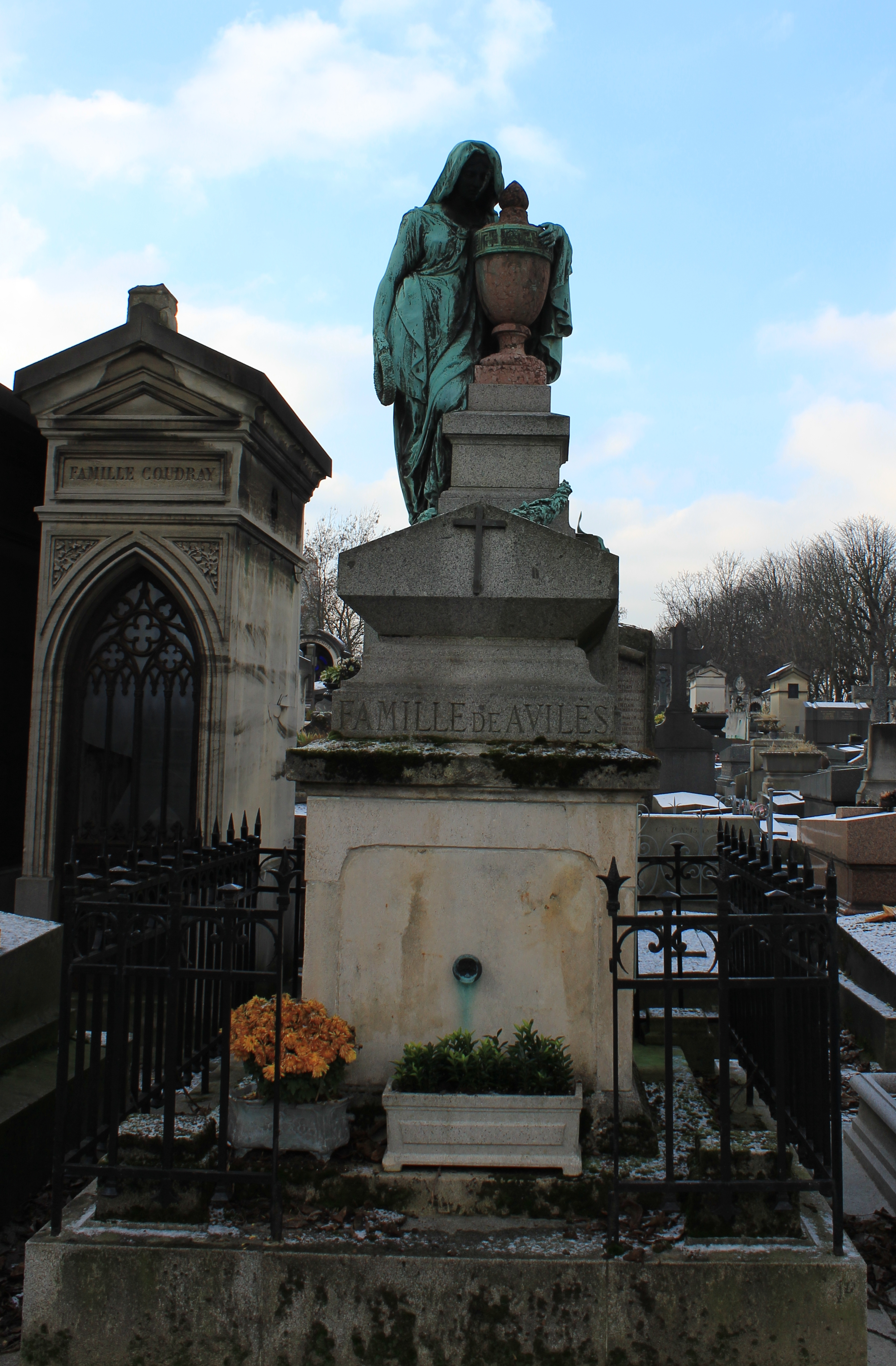

José María Avilés Pareja (1816 - 1874) was een Ecuadoraans politicus.
Op 1 mei 1859 greep een junta tijdens de afwezigheid van president Francisco Robles García in de Ecuadoraanse hoofdstad Quito de macht. De junta stond onderl eiding van Avilés die voorzitter werd. De junta bestond uit de volgende personen:
- José María Aviles Pareja (voorzitter)
- Gabriel García Moreno
- Manuel Gómez de la Torre
- Pacífíco Chiriboga Borja

Dominerende kracht binnen de junta was Gabriel García Moreno. 
President Robles die in Guayaquil resideerde stuurde een leger onder generaal José María de Urbina naar Quito. Het kwam tot een treffen tussen het reguliere leger van De Urbina en het rebellenleger onder García Moreno. De troepen van de junta werden ontbonden en de juntaleden vluchtten naar het buitenland (4 juni 1859). Later greep García Moreno alsnog de macht en regeerde als president (1859-1865; 1869-1875).